# Giuseppe Mazzini
Giuseppe Mazzini (Genova, 22. lipnja 1805. – Pisa, 10. ožujka 1872.) bio je talijanski revolucionar i političar.
Bio je jedan od najistaknutijih republikanaca i najznačajnijih boraca za ujedinjenje talijanskih
zemalja u 19. stoljeću. Od 1827. godine član tajne udruge karbonara. Godine 1830. zatvaran a nakon toga živio je u prognantsvu u Francuskoj i Švicarskoj. U Marseilleu osniva organizaciju "Mlada Italija" (tal. Giovine Italia) kojoj je bio cilj osloboditi talijanske zemlje od strane vlasti te ih ujediniti. Aktivan sudionik revolucionarnih događaja 1848. – 1849., a u Milanu je pristupio Garibaldijevoj legiji. Bio je član trijumvirata Rimske Republike i član vlade u novopostavljenoj revolucionarnoj Rimskoj Republici. Nakon sloma revolucije je ponovno živio u izgnanstvu jer mu je Italiji prijetilo uhićenje. Izbjegao je u London, gdje je utemeljio Europsko demokratski odbor. U Italiji je nekoliko puta organizirao ustanke, no bili si ugušeni. Potkraj svog života se vratio u Italiju.

## Vanjske poveznice
- Mazzini, Giuseppe Hrvatska enciklopedija, pristupljeno 28. lipnja 2014.